# Premijer Liga (Kroatisch basketbal)
Het Kroatisch basketbal kampioenschap is het hoogste niveau clubcompetitie in het Kroatisch professionele basketbal, waar gespeeld wordt om het nationale kampioenschap van Kroatië. Het wordt georganiseerd door HKS. Het seizoen bestaat uit een thuis-en-uit schema van 22 wedstrijden, gevolgd door een playoffronde met acht teams. De kwartfinales verlopen volgens het best-of-three-principe en de halve finales en de finale is een best-of-five. De laatste club degradeert naar de Prva muška liga. Het beste team uit de Prva muška liga promoveren naar de Premijer Liga.

## Winnaars Kroatisch basketbalkampioenschap
| Jaar | Winnaar                                                                     | Runner-up                                                                   | Uitslag                                                                     |                                                                             |
| ---- | --------------------------------------------------------------------------- | --------------------------------------------------------------------------- | --------------------------------------------------------------------------- | --------------------------------------------------------------------------- |
| 1992 | Cibona Zagreb                                                               | KK Zadar                                                                    | 2-1                                                                         |                                                                             |
| 1993 | Cibona Zagreb                                                               | Slobodna Dalmacija                                                          | 2-1                                                                         |                                                                             |
| 1994 | Cibona Zagreb                                                               | Croatia Osiguranje                                                          | 3-0                                                                         |                                                                             |
| 1995 | Cibona Zagreb                                                               | KK Zrinjevac                                                                | 3-1                                                                         |                                                                             |
| 1996 | Cibona Zagreb                                                               | Croatia Osiguranje                                                          | 3-1                                                                         |                                                                             |
| 1997 | Cibona Zagreb                                                               | Croatia Osiguranje                                                          | 3-1                                                                         |                                                                             |
| 1998 | Cibona Zagreb                                                               | KK Zadar                                                                    | 3-1                                                                         |                                                                             |
| 1999 | Cibona Zagreb                                                               | KK Zadar                                                                    | 3-1                                                                         |                                                                             |
| 2000 | Cibona Zagreb                                                               | KK Zadar                                                                    | 2-0                                                                         |                                                                             |
| 2001 | Cibona Zagreb                                                               | Split CO                                                                    | 3-0                                                                         |                                                                             |
| 2002 | Cibona Zagreb                                                               | KK Zadar                                                                    | 2-0                                                                         |                                                                             |
| 2003 | Split CO                                                                    | Cibona Zagreb                                                               | 2-0                                                                         |                                                                             |
| 2004 | Cibona Zagreb                                                               | KK Zadar                                                                    | 3-1                                                                         |                                                                             |
| 2005 | KK Zadar                                                                    | Cibona Zagreb                                                               | 3-2                                                                         |                                                                             |
| 2006 | Cibona Zagreb                                                               | KK Zadar                                                                    | 2-1                                                                         |                                                                             |
| 2007 | Cibona Zagreb                                                               | KK Zadar                                                                    | 3-2                                                                         |                                                                             |
| 2008 | KK Zadar                                                                    | Split CO                                                                    | 3-2                                                                         |                                                                             |
| 2009 | Cibona Zagreb                                                               | KK Zadar                                                                    | 3-1                                                                         |                                                                             |
| 2010 | Cibona Zagreb                                                               | KK Zadar                                                                    | 3-2                                                                         |                                                                             |
| 2011 | Zagreb CO                                                                   | KK Cedevita                                                                 | 3-0                                                                         |                                                                             |
| 2012 | Cibona Zagreb                                                               | KK Cedevita                                                                 | 3-1                                                                         |                                                                             |
| 2013 | Cibona Zagreb                                                               | KK Zadar                                                                    | 3-0                                                                         |                                                                             |
| 2014 | KK Cedevita                                                                 | Cibona Zagreb                                                               | 3-0                                                                         |                                                                             |
| 2015 | KK Cedevita                                                                 | Cibona Zagreb                                                               | 3-1                                                                         |                                                                             |
| 2016 | KK Cedevita                                                                 | Cibona Zagreb                                                               | 3-0                                                                         |                                                                             |
| 2017 | KK Cedevita                                                                 | Cibona Zagreb                                                               | 3-2                                                                         |                                                                             |
| 2018 | KK Cedevita                                                                 | Cibona Zagreb                                                               | 3-1                                                                         |                                                                             |
| 2019 | Cibona Zagreb                                                               | KK Cedevita                                                                 | 4-0                                                                         |                                                                             |
| 2020 | competitie gestaakt en later definitief beëindigd vanwege de Coronapandemie | competitie gestaakt en later definitief beëindigd vanwege de Coronapandemie | competitie gestaakt en later definitief beëindigd vanwege de Coronapandemie | competitie gestaakt en later definitief beëindigd vanwege de Coronapandemie |
| 2021 | KK Zadar                                                                    | KK Split                                                                    | 3-2                                                                         |                                                                             |
| 2022 | Cibona Zagreb                                                               | KK Zadar                                                                    | 3-2                                                                         |                                                                             |
| 2023 | KK Zadar                                                                    | KK Split                                                                    | 3-0                                                                         |                                                                             |
| 2024 | KK Zadar                                                                    | KK Split                                                                    | 3-2                                                                         |                                                                             |
| 2025 | KK Zadar                                                                    | KK Split                                                                    | 3-1                                                                         |                                                                             |